# Пермінов Ігор Вікторович
Ігор Вікторович Пермінов (рос. Игорь Викторович Перминов; нар. 13 квітня 1975) — радянський та російський футболіст, захисник.

## Життєпис
Футболом займався із 7-річного віку. Перший тренер у футбольній школі «Промінь» — Володимир Голишев. Потім тренувався під керівництвом Віктора Лук'янова. У 1987 році у Пермінова були виявлені проблеми із серцем, через що рік не займався футболом. У складі «Променя» дебютував у 1992 році — у першості першої ліги, у вересні — жовтні зіграв три матчі, виходив на заміну наприкінці матчу. Команда за підсумками сезону вийшла у вищу лігу, але Пермінов провів там лише один матч - 14 жовтня в гостьовому матчі 32 туру проти московського «Динамо» (1:7) вийшов на заміну після перерви і за рахунку 0:6 відзначився голом. «Промінь» вилетів у першу лігу, а Ігор у наступному сезоні став основним гравцем команди. 1995 року провів 11 матчів, у яких отримав дві червоні картки — 30 серпня у матчі з «Асмаралом» та 30 вересня у матчі із «Зенітом» (Санкт-Петербург). У другому випадку Андрій Плетньов, який отримав важку травму, вибув до кінця сезону, а Пермінова дискваліфікували на 10 матчів. 1996 року провів 35 матчів, відзначився двома голами. Почали надходити пропозиції з інших клубів — «Шинника», московського «Динамо» та «Зеніту». Із «Зенітом» було підписано попередній контракт, але з команди пішов головний тренер Павло Садирін, і перехід зірвався. У зв'язку з фінансовими проблемами «Промінь» розпродав багатьох гравців, й Ігор пішов у сочинську «Жемчужину». Через травму місяць провів без ігрової практики та виступав лише за другу команду. У 1998 році перейшов до «Чкаловця» (Новосибірськ), де отримав важку травму, після чого два роки не виступав. 2000 рік провів в «Орлі», наступний рік відіграв за «Селенгу» (Улан-Уде). 2001 року повернувся до «Променя», наступного року став капітаном команди, але після приходу головного тренера Бориса Журавльова контракт із Перміновим розірвали. Потім грав в аматорському клубі «Портовик-Енергія» (Холмськ) (2003, 2004), «Селензі» (2003), «Металурзі-Метизнику» (Магнітогорськ). У 2006-2008 роках виступав за «Тюмень» і в 33 роки був змушений завершити кар'єру через наслідки травми — на суглоби дуже неагтивно впливали штучні поля.
Станом на жовтень 2016 року мешкав у Тюмені, займався сімейним бізнесом. Дружина Галина, з якою познайомився, виступаючи за «Орел», пара виховує дочку Злату (народилася 2001 року).

## Досягнення
- Перший дивізіон Росії
  -  Чемпіон (1): 1992

- Другий дивізіон Росії
  -  Бронзовий призер (1): 2000 (зона «Центр»)